# Górnik Polkowice
Górnik Polkowice is een voetbalclub uit de stad Polkowice in Polen. De club speelt in het seizoen 2010/11 in de Poolse eerste liga, het op een na hoogste niveau in Polen
De clubkleuren zijn groen-zwart.

## Historie
- 1947 - KS Włókniarz Polkowice
- 1951 - LZS Polkowice
- 1967 - TKS Górnik Polkowice
- 1998 - KS Górnik Polkowice
- 2011 - KS Polkowice
- 2018 - KS Górnik Polkowice

## Corruptie
De Poolse voetbalbond PZPN heeft op 12 april 2007 besloten Górnik een klasse te degraderen. Dit gebeurde naar aanleiding van betrokkenheid van de club bij een corruptieschandaal. In totaal werden zes Poolse clubs gestraft, waaronder twee ploegen uit de Ekstraklasa.
Naast de degradatie kreeg Górnik nog een boete van vijftigduizend złoty en zou de ploeg het nieuwe seizoen moeten beginnen met een aftrek van 10 punten.
In hoger beroep werd de straf voor Polkowice echter verzwaard. In plaats van naar de derde liga, moest de club naar de vierde liga degraderen met een aftrek van zes punten. De geldboete werd verhoogd tot zeventigduizend złoty.